# Chrysobothris elongata
Chrysobothris elongata es una especie de escarabajo del género Chrysobothris, familia Buprestidae. Fue descrita científicamente por Deyrolle en 1864.